# Galumna humida
Galumna humida är en kvalsterart som först beskrevs av Hall 1911.  Galumna humida ingår i släktet Galumna och familjen Galumnidae. Inga underarter finns listade i Catalogue of Life.